# Serie A 1984/1985
Soutěžní ročník Serie A 1984/85 byl 83. ročník nejvyšší italské fotbalové ligy a 53. ročník od založení Serie A. Soutěž začala 16. září 1984 a skončila 19. května 1985. Účastnilo se jí opět 16 týmů z toho 13 se kvalifikovalo z minulého ročníku. Poslední tři týmy předchozího ročníku, jimiž byli Janov 1893, Pisa SC a Calcio Catania sestoupili do druhé ligy. Opačným směrem putovali tři týmy, jimiž byli Atalanta Bergamo (vítěz druhé ligy), Como Calcio, US Cremonese.
Titul v soutěži obhajoval klub Juventus FC, který v minulém ročníku získal 21. prvenství v soutěži.

## Přestupy hráčů
| Jméno                  | odkud                   | kam                |                           |
| ---------------------- | ----------------------- | ------------------ | ------------------------- |
| Diego Maradona         | FC Barcelona            | SSC Neapol         | nejdražší přestup té doby |
| Daniel Bertoni         | AC Fiorentina           | SSC Neapol         |                           |
| Salvatore Bagni        | FC Inter Milán          | SSC Neapol         |                           |
| Ruud Krol              | SSC Neapol              | AS Cannes          |                           |
| Karl-Heinz Rummenigge  | FC Bayern Mnichov       | FC Inter Milán     |                           |
| Franco Causio          | Udinese Calcio          | FC Inter Milán     |                           |
| Liam Brady             | UC Sampdoria            | FC Inter Milán     |                           |
| Hansi Müller           | FC Inter Milán          | Como Calcio        |                           |
| Aldo Serena            | FC Inter Milán          | Turín Calcio       |                           |
| Sócrates               | SC Corinthians Paulista | AC Fiorentina      |                           |
| Júnior                 | Flamengo                | Turín Calcio       |                           |
| Graeme Souness         | FC Liverpool            | UC Sampdoria       |                           |
| Gianluca Vialli        | US Cremonese            | UC Sampdoria       |                           |
| Glenn Strömberg        | Benfica Lisabon         | Atalanta BC        |                           |
| Agostino Di Bartolomei | AS Řím                  | Milán AC           |                           |
| Pietro Paolo Virdis    | Udinese Calcio          | Milán AC           |                           |
| Mark Hateley           | Portsmouth FC           | Milán AC           |                           |
| Ray Wilkins            | Manchester United       | Milán AC           |                           |
| Hans-Peter Briegel     | 1. FC Kaiserslautern    | AC Hellas Verona   |                           |
| Preben Elkjær Larsen   | KSC Lokeren             | AC Hellas Verona   |                           |
| Patricio Hernández     | Turín Calcio            | Ascoli Calcio 1898 |                           |

## Složení ligy v tomto ročníku
| Klub               | Město         | Stadión                          | Kapacita | Trenér                                                                                            | 1983/84          |
| ------------------ | ------------- | -------------------------------- | -------- | ------------------------------------------------------------------------------------------------- | ---------------- |
| Ascoli Calcio 1898 | Ascoli Piceno | Stadio Cino e Lillo Del Duca     | 40 000   | Carlo Mazzone (do 10. kola) Mario Colautti + Vujadin Boškov                                       | 10.              |
| US Avellino        | Avellino      | Stadio Partenio-Adriano Lombardi | 39 500   | Antonio Angelillo                                                                                 | 11.              |
| Atalanta BC        | Bergamo       | Stadio Comunale                  | 43 000   | Nedo Sonetti                                                                                      | Serie B          |
| Como Calcio        | Como          | Stadio Giuseppe Sinigaglia       | 20 000   | Ottavio Bianchi                                                                                   | Serie B          |
| US Cremonese       | Cremona       | Stadio Giovanni Zini             | 25 000   | Emiliano Mondonico                                                                                | Serie B          |
| AC Fiorentina      | Florencie     | Stadio Comunale                  | 58 000   | Giancarlo De Sisti (do 11. kola) Luigi Milan + Ferruccio Valcareggi                               | Bronzová medaile |
| UC Sampdoria       | Janov         | Stadio Luigi Ferraris            | 57 800   | Eugenio Bersellini                                                                                | 7.               |
| FC Inter Milán     | Milán         | Stadio Giuseppe Meazza           | 83 000   | Ilario Castagner                                                                                  | 4.               |
| Milán AC           | Milán         | Stadio Giuseppe Meazza           | 83 000   | Nils Liedholm                                                                                     | 8.               |
| SSC Neapol         | Neapol        | Stadio San Paolo                 | 81 000   | Rino Marchesi                                                                                     | 12.              |
| SS Lazio           | Řím           | Stadio Olimpico                  | 66 000   | Paolo Carosi (do 2. kola) Juan Carlos Lorenzo (do 20. kola) Giancarlo Oddi + Ferruccio Valcareggi | 13.              |
| AS Řím             | Řím           | Stadio Olimpico                  | 66 000   | Roberto Clagluna + Sven-Göran Eriksson                                                            | Stříbrná medaile |
| Juventus FC        | Turín         | Stadio Comunale                  | 71 000   | Giovanni Trapattoni                                                                               |                  |
| Turín Calcio       | Turín         | Stadio Comunale                  | 71 000   | Luigi Radice                                                                                      | 5.               |
| Udinese Calcio     | Udine         | Stadio Friuli                    | 50 000   | Luís Vinício                                                                                      | 9.               |
| AC Hellas Verona   | Verona        | Stadio Marcantonio Bentegodi     | 47 800   | Osvaldo Bagnoli                                                                                   | 6.               |

## Tabulka
| Poř. | Tým                | Z  | V  | R  | P  | VG | OG | B  |
| ---- | ------------------ | -- | -- | -- | -- | -- | -- | -- |
| 1.   | AC Hellas Verona   | 30 | 15 | 13 | 2  | 42 | 19 | 43 |
| 2.   | Turín Calcio       | 30 | 14 | 11 | 5  | 36 | 22 | 39 |
| 3.   | FC Inter Milán     | 30 | 13 | 12 | 5  | 42 | 28 | 38 |
| 4.   | UC Sampdoria       | 30 | 12 | 13 | 5  | 36 | 21 | 37 |
| 5.   | Milán AC           | 30 | 12 | 12 | 6  | 31 | 25 | 36 |
| 6.   | Juventus FC 1      | 30 | 11 | 14 | 5  | 48 | 33 | 36 |
| 7.   | AS Řím             | 30 | 10 | 14 | 6  | 33 | 25 | 34 |
| 8.   | SSC Neapol         | 30 | 10 | 13 | 7  | 34 | 29 | 33 |
| 9.   | AC Fiorentina      | 30 | 8  | 13 | 9  | 33 | 31 | 29 |
| 10.  | Atalanta BC        | 30 | 5  | 18 | 7  | 20 | 32 | 28 |
| 11.  | Como Calcio        | 30 | 6  | 13 | 11 | 17 | 27 | 25 |
| 12.  | Udinese Calcio     | 30 | 10 | 5  | 15 | 43 | 46 | 25 |
| 13.  | US Avellino        | 30 | 7  | 11 | 12 | 27 | 33 | 25 |
| 14.  | Ascoli Calcio 1898 | 30 | 4  | 14 | 12 | 24 | 40 | 22 |
| 15.  | SS Lazio           | 30 | 2  | 11 | 17 | 16 | 45 | 15 |
| 16.  | US Cremonese       | 30 | 4  | 7  | 19 | 22 | 48 | 15 |

Poznámky
- Z = Odehrané zápasy; V = Vítězství; R = Remízy; P = Prohry; VG = Vstřelené góly; OG = Obdržené góly; B = Body
- za výhru 2 body, za remízu 1 bod, za prohru 0 bodů.
- 1  klub Juventus FC hrál PMEZ 1985/86 protože byl obhájce trofeje.

|  | Mistr ligy a Přímý postup do PMEZ 1985/86 |
|  | Přímý postup do PMEZ 1985/86              |
|  | Přímý Postup do Poháru UEFA 1985/86       |
|  | Přímý postup do Poháru PVP 1985/86        |
|  | Sestup do Serie B 1985/86                 |

## Střelecká listina
Nejlepším střelcem tohoto ročníku Serie A se stal opět, potřetí v řadě francouzský útočník Michel Platini. Hráč Juventus FC vstřelil 18 branek.
| P.  | Nár       | Hráč                  | Tým              | Branky |
| --- | --------- | --------------------- | ---------------- | ------ |
| 1.  | Francie   | Michel Platini        | Juventus FC      | 18     |
| 2.  | Itálie    | Alessandro Altobelli  | FC Inter Milán   | 17     |
| 3.  | Argentina | Diego Maradona        | SSC Neapol       | 14     |
| 4.  | Itálie    | Massimo Briaschi      | Juventus FC      | 12     |
| 5.  | Argentina | Daniel Bertoni        | SSC Neapol       | 11     |
| 5.  | Itálie    | Giuseppe Galderisi    | AC Hellas Verona | 11     |
| 7.  | Německo   | Hans-Peter Briegel    | AC Hellas Verona | 9      |
| 7.  | Itálie    | Aldo Serena           | Turín Calcio     | 9      |
| 7.  | Itálie    | Pietro Paolo Virdis   | Milán AC         | 9      |
| 10. | Dánsko    | Preben Elkjær Larsen  | AC Hellas Verona | 8      |
| 10. | Německo   | Karl-Heinz Rummenigge | FC Inter Milán   | 8      |
| 10. | Itálie    | Roberto Pruzzo        | AS Řím           | 8      |

## Vítěz
| Serie A 1984/85 Hellas Verona FC (1. titul) |